# Catoblepia belisar
Catoblepia belisar är en fjärilsart som beskrevs av Hans Ferdinand Emil Julius Stichel 1904. Catoblepia belisar ingår i släktet Catoblepia och familjen praktfjärilar. Inga underarter finns listade i Catalogue of Life.